# 엔리케 카스트로 곤살레스
엔리케 카스트로 곤살레스(스페인어: Enrique Castro González, 1949년 9월 23일, 아스투리아스 지방 오비에도 ~ 2018년 2월 27일)는 키니(Quini)로 알려진 스페인의 축구 선수로, 현역 시절 스트라이커로 활동했었다.
선수 시절 대부분을 스포르팅 히혼과 바르셀로나에서 보낸 그는 스페인의 역대 최고 공격수들 중 하나로 평가되며, 7차례 피치치 트로피를 획득했는데, 이 중 5번은 라 리가에서 딴 것이다.
12년간 스페인 국가대표였던 키니는 국가의 부름을 받아 두 차례의 FIFA 월드컵과 한 차례의 UEFA 유럽 축구 선수권 대회에 참가했다.
그가 죽고 난 후 히혼 시 의회측에서 엘 몰리논의 정식 명칭을 에스타디오 무니시팔 엘 몰리논-엔리케 카스트로 "키니"(스페인어: Estadio Municipal El Molinón-Enrique Castro "Quini")로 변경하여 그를 추모하며 영원히 기억해 주었다.

## 클럽 경력
아스투리아스 지방 오비에도 출신으로 키니는 인근 연고 구단인 레알 오비에도의 이웃 구단인 스포르팅 히혼에 아마추어 구단 엔시데사로부터 1968년에 합류하였다. 라 리가 첫 시즌인 1970-71 시즌, 그는 30경기에서 13골을 득점하였고 이어지는 9시즌 간 단 한 시즌만 10골 미만의 득점을 기록했고, 피치치를 3번 획득했는데, 이 중 한번은 세군다 디비시온에서 획득한 것이다; 하지만, 그가 두번째 득점왕을 차지한 시즌에 스포르팅은 강등을 당했고, 그가 기록한 21골로는 리그 최하위를 면하기 어려웠다.
1980년 여름, 키니는 바르셀로나로 둥지를 옮겼는데, 앞서 스포르팅이 강등 당할 당시 구단이 그를 영입하려 시도했던 전적이 있었다. 그는 이적 이후 두 시즌간 리그에서만 도합 47골을 득점하여, 두 차례 더 득점왕에 이름을 올렸다. 그는 1981년 코파 델 레이 결승전에서 오랜 정을 맺었던 친정팀 스포르팅과의 원정 경기에서 2차례 득점해 카탈루냐 연고팀이 3-1로 이기게 도왔다; 더 나아가서, UEFA 컵위너스컵 1981-82에서 바르사가 홈구장 캄 노우에서 열린 벨기에 스탕다르 리에주와의 결승전에서 2-1 역전승을 거두는데 중요한 역할을 했다.
후기 2년간 키니는 바르셀로나에서 출장 기회가 줄어들었고 (그러나, 카스테욘과의 리그 경기에서 구단의 3000호 득점을 기록했다.) 35세가 되는 1984년에 은퇴하기로 결정했고, 구단이 그의 기념 경기를 고려하기도 했다 - 그러나, 그는 마음을 바꾸어 친정팀 스포르팅에서 3년 더 라 리가 선수로, 정기적으로 활약하였다. 1987년 6월 14일, 그는 바르셀로나를 상대로 은퇴 경기를 펼쳤고, 총 448번의 라 리가 경기에서 219번의 득점 (역대 5위) 을 기록하였다; 몇십 년간, 그는 스포르팅과 연계되어 활동하였고, 구단 보드진의 여러 직위를 맡았다.

### 납치 사건
1981년 3월 1일, 6-0으로 이긴 에르쿨레스와의 홈경기에서 2득점을 기록한 키니는 두 괴한에게 납치되어 강제로 밴에 갇혔다. 이 사건 이후 25일이 경과되는 와중에 바르셀로나는 4경기동안 1무를 챙기는데 그쳤고, 리그 우승 경쟁에서 밀려났다 - 그는 스페인과 스위스의 법적 조치를 통해 아무런 피해 없이 구조되었다.
이 과정에서 키니가 스톡홀름 증후군을 보인 것으로 추측되었는데, 그가 납치범을 상대로 배상을 원치 않았고, 5M EP의 배상금을 거절하였기 때문이다.

## 국가대표팀 경력
키니는 1970년 10월 28일, 사라고사에서 열린 그리스와의 친선경기에서 스페인 국가대표팀 데뷔전을 치렀다; 그는 후반전에 교체로 들어가 2-1 결승골을 득점하였다.
총 35번의 국가대항전에 출전해 8골을 기록한 그는 1978년과 1982년에 두 차례 FIFA 월드컵을 출전하였고, UEFA 유로 1980에도 출전했었다. 이 모든 대회를 통틀어, 국제 대회에서 득점한 적은 UEFA 유로 1980에서의 한 차례 뿐이었고, 이 경기도 벨기에를 상대로 1-2 패배를 당했다.

### 국가대표팀 득점 기록
| #  | 날짜             | 장소                              | 상대           | 득점 | 기록 | 대회                |
| -- | ---------------- | --------------------------------- | -------------- | ---- | ---- | ------------------- |
| 1. | 1970년 10월 28일 | 라 로마레다, 사라고사, 스페인     | 그리스         | 2–0  | 2–1  | 친선경기            |
| 2. | 1974년 11월 20일 | 햄던 파크, 글래스고, 스코틀랜드   | 스코틀랜드     | 1–1  | 1–2  | UEFA 유로 1976 예선 |
| 3. | 1974년 11월 20일 | 햄던 파크, 글래스고, 스코틀랜드   | 스코틀랜드     | 1–2  | 1–2  | UEFA 유로 1976 예선 |
| 4. | 1978년 3월 29일  | 엘 몰리논, 히혼, 스페인           | 노르웨이       | 1–0  | 3–0  | 친선경기            |
| 5. | 1978년 4월 26일  | 로스 카르메네스, 그라나다, 스페인 | 멕시코         | 1–0  | 2–0  | 친선경기            |
| 6. | 1980년 4월 16일  | 엘 몰리논, 히혼, 스페인           | 체코슬로바키아 | 2–2  | 2–2  | 친선경기            |
| 7. | 1980년 6월 15일  | 주세페 메아차, 밀라노, 이탈리아   | 벨기에         | 1–1  | 2–1  | UEFA 유로 1980      |
| 8. | 1982년 2월 24일  | 루이스 카사노바, 발렌시아, 스페인 | 스코틀랜드     | 2–0  | 3–0  | 친선경기            |

## 사생활
키니의 동생인 헤수스도 축구 선수로 활동했었다. 골키퍼로 활동한 그도 스포르팅 선수로 활동했었다.
2016년 4월 29일, 히혼 군청은 군의 명예 아들로 선정했다.

## 클럽 통계
| 클럽          | 시즌      | 리그 | 리그 | 컵   | 컵 | 유럽 | 유럽 | 기타 | 기타 | 합계 | 합계 |
| 클럽          | 시즌      | 출장 | 골   | 출장 | 골 | 출장 | 골   | 출장 | 골   | 출장 | 골   |
| ------------- | --------- | ---- | ---- | ---- | -- | ---- | ---- | ---- | ---- | ---- | ---- |
| 엔시데사      | 1967–68   | 22   | 17   | -    | -  | –    | –    | –    | –    | 22   | 17   |
| 엔시데사      | 합계      | 22   | 17   | -    | -  | –    | –    | –    | –    | 22   | 17   |
| 스포르팅 히혼 | 1968–69   | 21   | 15   | -    | -  | –    | –    | –    | –    | 21   | 15   |
| 스포르팅 히혼 | 1969–70   | 35   | 24   | 1    | 1  | –    | –    | –    | –    | 36   | 25   |
| 스포르팅 히혼 | 1970–71   | 30   | 13   | 2    | 0  | –    | –    | –    | –    | 32   | 13   |
| 스포르팅 히혼 | 1971–72   | 24   | 9    | 3    | 1  | –    | –    | -    | -    | 27   | 10   |
| 스포르팅 히혼 | 1972–73   | 34   | 11   | 8    | 5  | –    | –    | –    | –    | 42   | 16   |
| 스포르팅 히혼 | 1973–74   | 34   | 20   | 2    | 1  | –    | –    | –    | –    | 36   | 21   |
| 스포르팅 히혼 | 1974–75   | 32   | 12   | 6    | 3  | –    | –    | –    | –    | 38   | 15   |
| 스포르팅 히혼 | 1975–76   | 34   | 21   | 3    | 2  | –    | –    | –    | –    | 37   | 23   |
| 스포르팅 히혼 | 1976–77   | 38   | 26   | 5    | 4  | –    | –    | –    | –    | 43   | 30   |
| 스포르팅 히혼 | 1977–78   | 32   | 15   | 10   | 9  | –    | –    | –    | –    | 42   | 24   |
| 스포르팅 히혼 | 1978–79   | 33   | 23   | 1    | 0  | 4    | 0    | –    | –    | 38   | 23   |
| 스포르팅 히혼 | 1979–80   | 34   | 25   | 9    | 3  | 2    | 0    | –    | –    | 45   | 28   |
| 스포르팅 히혼 | 합계      | 381  | 214  | 50   | 29 | 6    | 0    | -    | -    | 421  | 243  |
| 바르셀로나    | 1980–81   | 30   | 20   | 10   | 11 | 2    | 1    | –    | –    | 42   | 32   |
| 바르셀로나    | 1981–82   | 32   | 27   | 2    | 0  | 8    | 3    | –    | –    | 42   | 30   |
| 바르셀로나    | 1982–83   | 22   | 4    | 2    | 0  | 4    | 0    | 1    | 0    | 29   | 4    |
| 바르셀로나    | 1983–84   | 16   | 3    | 5    | 6  | 1    | 2    | 7    | 0    | 29   | 11   |
| 바르셀로나    | 합계      | 100  | 54   | 19   | 17 | 15   | 6    | 8    | 0    | 142  | 77   |
| 스포르팅 히혼 | 1984–85   | 21   | 9    | 7    | 5  | –    | –    | 6    | 5    | 32   | 17   |
| 스포르팅 히혼 | 1985–86   | 24   | 7    | 3    | 3  | 2    | 0    | 4    | 1    | 29   | 10   |
| 스포르팅 히혼 | 1986–87   | 16   | 1    | 1    | 1  | –    | –    | –    | –    | 17   | 2    |
| 스포르팅 히혼 | 합계      | 62   | 17   | 11   | 9  | 2    | 0    | 10   | 6    | 78   | 32   |
| 경력 합계     | 경력 합계 | 565  | 302  | 80   | 55 | 23   | 6    | 18   | 6    | 686  | 369  |

## 수상

### 클럽
바르셀로나
- UEFA 컵위너스컵: 1981–82
- 코파 델 레이: 1980–81, 1982–83
- 수페르코파 데 에스파냐: 1983
- 코파 데 라 리가: 1983

### 개인
- 돈 발론 올해의 국내 선수: 1978–79
- 피치치 트로피
  - 라 리가: 1973–74, 1975–76, 1979–80, 1980–81, 1981–82
  - 세군다 디비시온: 1969–70, 1976–77